# Közép-amazóniai Természetvédelmi Területek
A Közép-amazóniai Természetvédelmi Területek a legnagyobb védett terület az Amazonas vízgyűjtő medencéjében (több mint 60 000 km²), s a Föld biológiai sokféleség tekintetében leggazdagabb régiója. A területén megismerhető a várzea, az igapó-erdők (gyakran víz alatt álló erdők), tavak és csatornák ökoszisztémájának változatossága, amelyek egy állandóan fejlődő vízi mozaikhoz hasonlítanak, s otthont adnak a világ legnagyobb elektromoshal-csoportjának. A helyszín kulcsfontosságú egyes fenyegetett fajok megmentésében, ilyen a világ legnagyobb édesvízi hala, az arapaima, a dél-amerikai manátusz, a fekete kajmán és a folyami delfinek két faja, az amazonasi folyamidelfin és a parti delfin.
A várzea és az igapó erdők, tavak, folyók és szigetek együtt olyan fizikai és biológiai képződményt alkotnak, amelyben a szárazföldi és édesvízi ökoszisztéma fejlődésének ökológiai folyamatai – a szándék szerint – a lehető legzavartalanabbul nyomon követhetők. A folyók, tavak és felszíni formák állandóan változó és fejlődő mozaikját tartalmazza. A várzea vízfolyásaira jellemző úszó (állandóan mozgásban levő és változó) növényi fonadék jelentős számú endemikus fajnak ad otthont. 
Anavilhanasban található a brazíliai Amazónia folyami szigeteinek második legnagyobb szigetcsoportja .

## A világörökségi területek
- Jaú Nemzeti Park,

Felvétel éve: 2000
Területe: 2 272 000 hektár
- Mamairauá Fenntartható Fejlődés Rezervátum bemutató területe

Felvétel éve: 2003
Területe: 260 000 hektár
- Amanã Fenntartható Fejlődés Rezervátum

Felvétel éve: 2003
Területe: 2 350 000 hektár
- Anavilhanas Nemzeti Park

Felvétel éve: 2003
Területe: 350 018 hektár